# Рослини Червоної книги України зі статусом «Зниклий»
Список рослин Червоної книги України зі статусом «Зниклий» — види, про які після неодноразових пошуків, проведених у типових місцевостях або в інших відомих та можливих місцях поширення, відсутня будь-яка інформація про наявність їх у природі чи спеціально створених умовах.
До Червоної книги України 2009 року видання входять 4 такі види. Два з них належать до розділу «Судинні рослини», по одному — до розділів «Мохоподібні» і «Гриби».
Три види зростало у двох регіонах України. Найбільше рослин втратила флора Івано-Франківської області — два. По одній рослині втратила флора Чернівецької, Вінницької, Київської, Тернопільської і Львівської областей.

## Список
| № п/п | Ілюстрація | Українська назва виду                    | Біноміальна назва | Родина                      | Розділ          | Регіон                                       | Колищній ареал в Україні | Причини зникнення | Примітки |
| ----- | ---------- | ---------------------------------------- | --- | --------------------------- | --------------- | -------------------------------------------- | --- | --- | --- |
| 1     |            | Армерія покутська                        | Armeria pocutica Pawł. (Armeria elongata auct. non (Hoffm.) W.D.J.Koch., Armeria maritima (Mill.) Willd. subsp. elongata auct. non (Hoffm.) Bonnier, Armeria vulgaris auct. non Willd.) | Плюмбагові (Plumbaginaceae) | Судинні рослини | Івано-Франківська область                    | Східні Карпати: басейн річки Чорний Черемош; Мармарош (у Румунії). | Можливо, негативне значення мало порушення режиму стоку Чорного Черемошу в результаті вирубування лісів, випасання худоби, викошування, що призвело до повені та руйнування ділянок з алювіальними наносами. | Згідно сайту «The Plant List» Armeria pocutica є синонімом Armeria maritima subsp. elongata (Hoffm.) Bonnier. (на ілюстрації) |
| 2     |            | Меезія довгоніжкова                      | Meesia longiseta Hedw. | Меезієві (Meesiaceae)       | Мохоподібні     | Київська область, Вінницька область          | Знайдено на Лівобережному Поліссі (околиці Києва, Дарницький лісопарк, біля озера Рибне) та в Правобережному Лісостепу (Вінницька область, болото по річці Згар біля Літина).                                             | Осушення боліт та інші меліоративні роботи. | Згідно сайту «The Plant List» Genista oligosperma є синонімом Genista tinctoria (на ілюстрації)                               |
| 3     |            | Модринофомес лікарський, модринова губка | Laricifomes officinalis (Vill.: Fr.) Kotl. et Pouzar [Boletus officinalis Vill., Fomes officinalis (Vill.) Neum., Fomitopsis officinalis (Vill.) Bond. et Sing.]                        | Фомітопсисові               | Гриби           | Львівська область, Івано-Франківська область | Ще в першій половині XX століття був поширений на території Карпатських та Західно-українських лісів, проте останнім часом повідомлення про його знахідки відсутні.                                                       | Інтенсивна заготівля у XIX — на початку XX століть. | |
| 4     |            | Сонценасінник таємний                    | Heliosperma arcanum Zapał. (Ixoca arcana (Zapał.) Ikonn.) | Гвоздичні                   | Судинні рослини | Тернопільська область, Чернівецька область   | Вузький подільський ендемічний вид, відомий лише з місця опису (околиці міста Заліщики, Тернопільська область, село Хрещатик, Чернівецька область), де зростав на крутому лівому березі р. Дністер. На сьогодні вид зник. | Вид у названому локалітеті не знаходили з ід 1933 р. Припускають, що він зник унаслідок інтенсивного випасання до введення заповідного режиму.                                                               | Згідно сайту «The Plant List» Heliosperma arcanum є синонімом Silene alpestris (на ілюстрації)                                |